# 拉瑟福頓 (北卡羅萊納州)
拉瑟福頓（英語：Rutherfordton）是一個位於美國北卡羅萊納州拉瑟福縣的城鎮。同時該地也是拉瑟福縣的縣治。

## 人口
根據2020年美國人口普查的數據，拉瑟福頓的面積為10.73平方千米，皆為陸地。當地共有人口3640人，而人口密度為每平方千米339人。